# (6904) McGill
(6904) McGill (1990 QW1) – planetoida z pasa głównego asteroid okrążająca Słońce w ciągu 3,91 lat w średniej odległości 2,48 j.a. Odkryta 22 sierpnia 1990 roku.